# 陽だまりのピニュ
『陽だまりのピニュ』（ひだまりのピニュ）は、こがわみさきによる日本の漫画作品。『ガンガンパワード』（スクウェア・エニックス刊）2003年夏季号で連載開始。同誌が2009年4月号を以て休刊したことに伴い、最終話のみスクウェア・エニックスのウェブコミック配信サイト『ガンガンONLINE』に2009年4月23日掲載され、完結した。全5巻。2008年8月にフロンティアワークスより同タイトルのドラマCDが発売された。
ピニュたちの通う日下菊原高校と学校のある日下町、およびチパルル王国を舞台に繰り広げられる物語。キャッチコピーは「異国の王女様、高校デビュー？！」。

## 登場人物
※「声：」はドラマCD版におけるキャスト

### 主要人物
ピニュエート・チパル・チパルル
声：能登麻美子
小柄で、不思議な色の瞳と長い髪を持つ、チパルル王国の王女。愛称はピニュ。
王国の王妃である母ミニュアンテから湊の祖父の話を聞かされる内に日本に憧れるようになり、単身で日本へやってきた。母が手引きして既に湊の高校（日下菊原高校）へ転入届を出していたため、湊の家へ居候して高校生活を送ることになる（C組）。
チパルル王国出身ということは知らせているが、王女であるということは湊と久慈以外には秘密にしている。母へ日本での生活を報告する手紙を書くことが習慣。
日本のことは母の話でしか知らないことと、元々の天然気味な性格も相まって、素っ頓狂な言動で周りを驚かせることが多い。飛んできた物をキャッチしたり、バック宙が出来たり、バドミントンが上手かったりと、動体視力や運動神経はかなりのものだが、詰めが甘く、バック宙なら着地をミスして跳び箱に頭をぶつけてしまうなど怪我が絶えない。
入学当初は、湊の誘いもありチアリーディング部に入部するつもりだったが、上記よりとても危なっかしいという理由で、部長は入部テストを不合格として、チアリーディング部には入部できなかった。後に久慈の計らいで応援団に所属することになる。
自他を問わず「恋」に憧れている。人のことをよく見ているが、その割に肝心なところを読み間違えていることもある。久慈のことが異性として気になっているが、自分に対しては鈍いようでそれが恋愛感情だという自覚はしていない。
名前の意味は「王国の授かり者ピニュエート」。ピニュエートという名前の由来は、湊の祖父である「ひなた」で、それを母がチパルル語風の発音にして名付けたと思われる。

日比菜 湊（ひびな みなと）
声：白石涼子
日下町に住む女子高校生。C組。髪型はボブ。チアリーディング部に所属。
子供の頃に祖父であるひなたから「陽だまりの王国」の昔話を聞いて育ち、お姫様と友達になって遊ぶことが小さい頃の夢だった。それ故か、ピニュのことを人一倍大切に思っている。
名前の由来は、ピニュの母である「ミニュアンテ」で、そのまま名付けようとした祖父を母が制止し、日本語風の発音である湊に変えさせたという経緯がある。
祖父ゆずりの顔をしているが、祖父ひなたは湊が幼い頃に亡くなっているため、本人は祖父の顔をあまり覚えていない。
久慈 尚武（くじ しょうぶ）
声：羽多野渉
湊のお隣さんでありクラスメートの男子生徒。愛称は久慈くんで、マルちゃんからはジャイアンとあだ名で呼ばれている。応援団に所属。
短髪の長身。おおらかで朴訥な性格をしている。
車を買うために貯金をしているため常にお腹を空かせていて、頻繁に知り合いから食べ物を分けてもらっている。
湊とは幼少時からの仲で、ピニュ曰く、「湊の一番の仲良しさん」。
ピニュに対して恋愛感情を抱いている。ピニュとは違ってはっきりと自覚しており、いつかは王国に帰ってしまうピニュを引き止めたいと考えたり、湊と一緒に居ると嫉妬したりしている。
トーリ・モノ・ノル・ノーナ
声：代永翼
チパルル王国出身で、ピニュの警護を担当していた少年。ピニュや湊たちと同じ高校へ転入し、共に学生生活を送っている（B組）。
真面目な性格で、ピニュ以外には遠慮がちであり、湊からは照れ屋だと思われている。
一人で日本へ飛び出していったピニュを追って来日するも、初日にひったくりにあってしまう。そしてこのまま手ぶらで湊の家を訪れたら迷惑をかけてしまうという理由から、「DAY'S EYE」というパン屋で住み込みの下働きをしつつ暮らしている。
甘いお菓子が好きで、王国にいた頃、ピニュからの差し入れを食べている内に太ってしまい、来日当初はダイエットをしていた。
名前の意味は「チパルル王国のノーナという場所に住むノルさんちの男子トーリ」。
トーリもピニュと同じく手紙を書いているが、こちらはピニュの父であるチパルル国王へ送っている（内容はピニュの素行や様子と、ピニュにふさわしいお婿さん探しについて）。

### 日下菊原高校の生徒
三浦雪永（みうら ゆきなが）
声：泰勇気
ピニュや湊のクラスメートの男子生徒。陸ちゃん曰く女たらし。期末ミスコン男子の部では1位になるなど、女子からの人気はある模様。
ピニュにデートしようと持ちかけて近所の草原に連れて行くも、ピニュのマイペースぶりに乗せられた上に、陸ちゃんに片思いしていることを見抜かれて、背中を押されてしまう。しかし結局その翌日失恋する。
水上という町に住んでいて、地元にあるマルサンデパートの社長令息でもある。新聞の折込チラシのモデルや、モデルが足りなくなった場合の斡旋などを嫌々ながらやらされている。
井上陸（いのうえ りく）
声：高橋美佳子
ピニュや湊のクラスメートの女子生徒。愛称は陸ちゃん。ポニーテールと差し歯が特徴的。
女子ながら、「ゲハハ」と豪快に笑う癖があり、その際に差し歯を飛ばしている。広報部だということもあり、カメラを持ち歩いていることが多い。車を所有する彼氏が居る。
丸尾修子（まるお しゅうこ）
声：矢島晶子
ロングヘアの美少女。B組の生徒で、愛称はマルちゃん。特技は裁縫。
人前ではおとなしそうに振舞っているが、見た目とは裏腹に気が強く、自分こそが学校のアイドルだと思っている（素の性格はうっすらと周囲にバレている）。
小さい頃にいじめられていたことがある。登場当初はピニュにライバル意識を抱いていて、ジャージを隠すなどの嫌がらせをしていたが、ピニュの反応を見て一方的に負けたと思い込み、「これからはマルちゃんと呼んで」と自分からピニュに歩み寄った。以降はピニュのことを「ピニュピニュ」と呼ぶなど、友人として付き合っている。ただしピニュが目を離した隙に、お弁当に大量のらっきょうを混入するなど、ちょっとしたイタズラはやめる気がないらしい。
また、人を（たいした交流が無くても）自分で考えたあだ名で呼ぶ癖がある。長肋は、マルちゃんがあだ名を付けるのは、その対象をナメている証だと認識している。
長肋千夏（ちょうろく ちなつ）
声：山本麻里安
ふわふわとしたクセっ毛で眼鏡を掛けているB組の生徒。愛称はチョースケ。
広報部に所属している。マルちゃんがピニュたちと仲良くなるまでは、唯一の友達だった。トーリにファンとしての憧れに近い好意を持っている。
自分の言葉が人に影響を与えてしまうのが恐いため、人にアドバイスをするのがとても苦手。しかしマルちゃんを追いかけるついでによくピニュを見ていて、ピニュが落ち込むと髪や瞳の色がくすんで見えることに気付き、それをピニュに教えた。
栄（さかえ）
ピニュや湊のクラスメートの男子生徒。光実の従兄弟。
湊や久慈とは同じ日下中出身。元バドミントン部で、中学校時代は光実とダブルスを組んで全国3位までいったことがある。しかし練習試合でケガをした後、誰にも理由を告げないまま部活を引退してしまった。そのことで光実とはわだかまりができていた。
ケガをした時網膜裂孔になって、手術を受けている。しかしそれは引退の直接の原因ではなく、昔からかなわなかった光実に対して、意地になって続けていたところがあったため、単なるきっかけに過ぎなかった。昔ケガをした側の前髪のみ少し短い。マルちゃんからはザンギリというあだ名を付けられている。
八木沼（やぎぬま）
声：佐藤朱
湊の先輩に当たる、チアリーディング部の部長。下の名前は不明で、専ら部長と呼ばれている。
ポニーテールでナイスバディ。チアリーディング部のことを「チアガール部」と呼び、何かとちょっかいをかけてくる応援団団長の大杜とは諍いが絶えない。しかし、応援団と一緒にやりたいと提案した湊に対してまんざらでもなさそうな態度を取ったり、諍いが一段落して以降は好意的に接するなど、大杜を心の底から嫌っているわけではないらしい。唯一大杜のことを団長ではなく大杜くんと呼んでいる。
大杜（おおもり）
声：浜田賢二
久慈の先輩に当たる、応援団の団長。下の名前は不明で、専ら団長と呼ばれている。
スキンヘッドで高校生ながらヒゲを生やしている。唯一八木沼のことを部長ではなく名字で呼んでいる。実は八木沼に惚れていて、文化祭の劇の最中告白とも取れる行動を取ってしまった。
小幡（おばた）
ピニュや久慈にとっての応援団の後輩。眼鏡と、いつも驚いた時のように見開いている目が特徴的。下の名前は不明。
湊に一目惚れしていて、ピニュと久慈に「昼飯一ヶ月」で仲を取り持ってくれと頼む。ただしほぼ即答でピニュに断られている。

### 日下町周辺の人々
雫石 光実（しずくいし めぐみ）
栄の従兄弟の高校生。基本的に無表情。
遠くの強豪高校でバドミントンをしていて、栄を自分の高校に連れ出して復帰させたがっている。栄とは考え方が近い上に顔がそっくりで、中学時代のコーチに「二人の違いは表情筋だけだ」とよく言われていたようだ。表情は栄の方が豊かである。
日下町に帰省したのは、栄と同じくケガが原因で網膜裂孔の手術を受けるため。栄とはわだかまりがあったが、それが解けてからは連れ出すことを諦めた。
また、文化祭に遊びに来た際に「おれの友達」と言い、借りを返すと言ったりなど、わだかまりを解くきっかけになったピニュには何らかの好感情を抱いているようだが、ピニュが鈍いために進展はしていない。
マルちゃんからはピョコ毛というあだ名を付けられている（試合中の、ゴムで縛られた前髪がぴょこんとなっている写真を見たため）。
小幡あみ（おばた あみ）
小幡の姉で、同じく眼鏡と驚き目が特徴。無名の歌手で、チパルル王国の特集番組でナレーターをしたのがきっかけでチパルル王国に興味を持ち、チパルル語の勉強をしたり、チパルル語で「愛する、愛するもの」を意味するAmeil（アミル）という単語を芸名にしたりしている。ピニュたちが学園祭の劇で使った懐メロのカバーを歌うことになる。
ピニュの名字からピニュが王女であることを知った。懐メロのカバーの曲名をチパルル語の「Ameil」に変更する際、チパルル王国をブームにしようとする上司などの思惑により、歌詞カードにピニュのことを載せられてしまい、ピニュが王女だと学校の生徒にバレるきっかけを作ってしまった。
日比菜 ひなた（ひびな ひなた）
湊の祖父で、ミニュアンテの初恋の人。故人。職業は写真家だったので世界中を旅することが多かったが、湊の母が小学生の時長い旅に出た。チパルル王国でミニュアンテと出会い、チパルル王国を出た後に道に迷って隣国にスパイ容疑で軟禁されており、湊が生まれてから帰ってきた。孫の名前を理由も言わずに「ミニュアンテ」と名付けようとしたことなどもあり、湊の母からはあまり良く思われていない。
自分の写真は撮らない人間だったために、髭や帽子で顔が良く見えない写真が一枚しか残っていない。
沢（さわ）
トーリが住み込みで働いているパン屋、「DAY'S EYE」の店長。
少し長い後ろ髪を一つに束ねていて、前髪に一本（？）癖毛がある。

### チパルル王国の人々
チパルル語を母国語とし、光の反射によって色を変える不思議な髪と瞳をもつ。髪の色は国民の大半が明るい灰色か薄香色で、王家の血筋を引いていると濃い色になると言われている。
王家をのぞく一般国民の姓はその人の住んでいる場所や役職を表し、就職や出世をすることで変わることがある。また、名前の最後には国名である「〜・チパルル」が続くが、一般の国民は普段は省略している。
ミニュアンテ・アミル・チパルル
ピニュエートの母で、チパルル王国の王妃。
日本家屋風の離れに現在は住んでいて、国王であるチルパパとは別居状態にあるが、仲は良い。
元々は王国の一般人だったが、初恋であるひなたとの別れの後、チルパパからの突然のプロポーズを受け、王室に入る。
「アミル」という姓も婚姻の際に授かった。名前の意味は「チパルルを愛する者ミニュアンテ」。
チルパパ
ピニュエートの父で、チパルル王国の国王。本名は不明。
国王でありながら菜園の土いじりが趣味で、気さくな性格をしている。
ノコモコ・プ・プル・プルリモ
チパルル王国の護衛官兼ピニュとトーリの教育係。30歳過ぎ。ピニュが国を出る時に力を借りた人の一人。
文化祭の時にピニュたちに会いに来日している。その時はバンダナを巻いてサングラスを掛け、突然トーリを車に押し込んで発車させるなど、まるで人攫いのような形で会いに来ていた。理由は、ピニュが王女だと知らないクラスメートの陸がチパルル王国・チパルル様宛で出した手紙の写真に、ピニュがケガをしている物などが多く含まれていて、そのことを問いただすため。
名前の意味は「プルリモ川いちばんの男」で、本人はフルネームで呼ばれるのを嫌がっており、通称のノコモコプで呼ぶよう求めている。出世前はノコモコ・マモ・ミュート・プルリモという名前だった。
ミリレオ・ピア・ミュート・プルリモ
ノコモコプの妹で11歳ほどの少女。髪の毛をサイドと額で計3つに結んでいる。子供らしい明るく天真爛漫な性格だが、しっかりとした一面も持つ。
ジャンガリアンハムスターのようなペットを飼っており、いつも服のポケットから顔をのぞかせている。

## 他作品とのクロスオーバー
同じくこがわみさきの単行本である『セツナカナイカナ』に収録されている作品と同じ世界観のようで、「水上町」、「水上西高」などの地名や学校名が出たり、雪永が頼み事をした他校の女子高生の制服が水上西高のものなどの共通点がある。さらにピニュがデパートへ行った道は犬の散歩コースだということから、『セツナカナイカナ』に収録されている『おあずけわんこ』に登場した「ワンワンロード」であろうことが窺える。他の共通点として、キリオという名前の犬が出てきたり、トーリの抱えている小麦粉の袋に「こむぎこくん」が描かれているなどが挙げられる。

## 単行本情報
1. 第1巻（2004/12/22発行） ISBN 978-4-7575-1336-5
2. 第2巻（2006/8/22発行） ISBN 978-4-7575-1740-0
3. 第3巻（2007/12/22発行） ISBN 978-4-7575-2135-3
4. 第4巻（2008/8/22発行） ISBN 978-4-7575-2324-1
5. 第5巻 ISBN 978-4-7575-2606-8